# Tetrastigma angustifolia
Tetrastigma angustifolia là một loài thực vật hai lá mầm trong họ Nho. Loài này được (Roxb.) Deb miêu tả khoa học đầu tiên năm 1981.